# Alex Melcher
Alexander „Alex“ Melcher (* 19. März 1970 in Karlsruhe) ist ein deutscher Musicalsänger. Er ist Mitglied (Gesang) der Gruppe Grandfield.

## Leben
Seine Ausbildung absolvierte er an der Hamburger Stage School of Music, Dance & Drama. In derselben Stadt übernahm er in den Jahren 1993 bis 1996 auch seine ersten Rollen. Sein Weg führte ihn auch nach Wien, wo er bei der deutschen Uraufführung von Tanz der Vampire im Ensemble mitwirkte. In dieser Zeit (1997–1999) war er auch als Alfred zu sehen.
Später spielte er an verschiedenen Bühnen sowohl den Jesus, als auch den Judas in der Rock-Oper Jesus Christ Superstar von Andrew Lloyd Webber. Oktober 2002 löste er Carsten Lepper als Luigi Lucheni im Musical Elisabeth, das in Essen bis 2003 aufgeführt wurde ab. Bei der Dernière stand er neben Uwe Kröger, André Bauer und Kasper Holmboe auf der Bühne.
Die Rolle Galileo im Musical We Will Rock You spielte er in Köln, Wien, Stuttgart und Berlin unter anderem auch an der Seite seiner Lebensgefährtin Vera Bolten. Mit ihr stand er währenddessen auch im Katielli-Theater in Datteln mit dem Musical Tick, Tick… BOOM! auf der Bühne. Später stand er auch bei dem Revival an gleicher Stelle mit denselben Kollegen auf der Bühne.
2011 verkörperte er die Rolle des Trumper im Musical Chess. 2012 sprang er kurzfristig für Dennis Henschel bei Die Tagebücher von Adam & Eva ein und verkörperte hier den Adam. Wieder an der Seite seiner Lebensgefährtin, die die Rolle der Eva spielte. Als alternierender Udo war Melcher von 2014 bis    Oktober 2017 im Musical Hinterm Horizont im Stage Theater am Potsdamer Platz zu sehen. Seit November 2018 spielt er im Metronom Theater in Oberhausen „Falco“ in Bat Out of Hell.

## Musicals (Auswahl)
- Grease – (Hamburg)
- Freak Out! (Hamburg)
- Carmen Cubana
- Tanz der Vampire – als Alfred – (Wien)
- Tabaluga & Lilli – als Magier – (Oberhausen)
- Jesus Christ Superstar – als Jesus und Judas – (verschiedene)
- Elisabeth – als Lucheni – (Essen)
- Rent – als Mark Cohen - (Düsseldorf)
- We Will Rock You – als Galileo Figaro – (Köln, Wien, Stuttgart, Berlin, Essen, Zürich)
- Rockville – als Brian Carr - (Amstetten und München) - 2009
- Tick, tick ... Boom! - als Jonny - (Datteln)- 2011
- Die Tagebücher von Adam und Eva – als Adam - (Berlin, Datteln) - 2012
- Chess – als Frederick Trumper – (Bielefeld, Altenburg, Gera) - 2011
- Die Hexen von Eastwick – als Darryl van Horne – (Bielefeld) – 2013–2014
- Hinterm Horizont – als Udo Lindenberg – (Berlin und Hamburg)- bis 29. Oktober 2017
- Bat Out of Hell – als Falco – (Oberhausen) – ab November 2018
- Hedwig and the Angry Inch – als Hedwig – (Gelsenkirchen) – Februar–Mai 2022
- Der Achtsame Tiger (Musical) – als der achtsame Tiger – (Hamburg) – Oktober 2021–Januar 2022 und Juni 2022-Januar 2023
- Jesus Christ Superstar – als Judas – (Wien) – März/April 2023
- Rock Me Amadeus - als Falco Alter Ego - (Wien) - ab Oktober 2023